# She (canción de Green Day)
«She» —en español: «Ella»— es una canción de la banda de estadounidense de punk rock Green Day, que figura como la octava pista de su álbum Dookie de 1994. Fue lanzada como el quinto y último sencillo del álbum en mayo de 1995.
La canción trata sobre una chica que está buscando quién es en realidad. Ella quiere ser ella misma, pero sus padres y la sociedad se lo impiden. La inspiración para la canción fue un poema entregado a Billie Joe Armstrong por una exnovia. Ella y Billie Joe se vieron envueltos en una relación que duró un año y dos meses. Esta chica, cuyo nombre es Amanda, sufrió varios problemas emocionales. Armstrong escribió la canción basada en ese poema que la chica le dio, en el cual le mostraba sus inseguridades.
Acerca de esto, Billie Joe, en su cuenta Twitter el 9 de febrero de 2011 aclaró que "She es una canción acerca de una chica llamada Amanda, la cual también es la inspiración de Whatsername".
En 2012 en el tercer álbum de la trilogía (Tré) hay una canción titulada Amanda.

## Recepción
La revista en línea PopMatters posicionó a «She» como la octava mejor canción de Green Day en su listado de las 15 mejores canciones de la banda, citando que "Green Day toca magníficas canciones pop punk de amor", también "«She» es simplificada a una línea de bajo pulsante, un ritmo básico pero urgente de batería, y Armstrong suspirando al inicio antes de resucitar con todo al rasgueo de tres-acordes" e incluyendo que "«She» es sensible sin ser suave".

## Listado de canciones
| CD Promocional |        |          |  |
| N.º            | Título | Duración |  |
| 1.             | «She»  | 2:14     |  |

## Posicionamiento en las listas
| País           | Lista                  | Mejor posición | Ref.  |
| -------------- | ---------------------- | -------------- | ----- |
| Estados Unidos | Mainstream Rock Tracks | 18             | [ 4 ] |
| Estados Unidos | Modern Rock Tracks     | 5              | [ 4 ] |

## Personal
- Billie Joe Armstrong – voz, guitarra
- Mike Dirnt – bajo, coros
- Tré Cool – batería, percusión